# Cenocoelius saperdae
Cenocoelius saperdae är en stekelart som först beskrevs av William Harris Ashmead 1889.  Cenocoelius saperdae ingår i släktet Cenocoelius och familjen bracksteklar. Inga underarter finns listade.